# 洛茲尼
49°18′41″N 27°49′14″E / 49.31139°N 27.82056°E
洛茲尼（烏克蘭語：Лозни）是位於烏克蘭西部的村莊，由赫梅利尼茨基州裡赫梅利尼茨基區的萊蒂奇夫市鎮負責管轄。該村面積0.46平方公里，海拔高度304米，2001年人口85，人口密度每平方公里185.6人。